# Dresden (Nowy Jork)
Dresden – miasto w Stanach Zjednoczonych, w stanie Nowy Jork, w hrabstwie Washington.